# فضل (شاعر)
فضلِ شاعره (؟ - ۸۷۳م) شاعربانوی عراقی در سدهٔ سوم هجری بود. متون کهن، او را «زیبارو، خوش‌پیکر و شیواگو» وصف کرده‌اند و سرگذشت‌های شعرگویی‌های او را نوشته‌اند.
ابراهیم بن مهدی او را از «بهترین مردمان روزگارش در نگارش، شیواترین در گویش، رساترین در گفتگو و استوارترین در پرس‌وجو» نامیده است. گرایش‌های مذهبی به تشیع داشته و دلبستهٔ سعید بن حمید کاتب بوده. زادگاهش بصره بود و در دربار متوکل می‌زیست. روزی که به متوکل هدیه شد، از او پرسیده شد که آیا تو شاعر بانویی؟ و او پاسخ داد «به گمان آن که مرا فروخت و آن که مرا خرید، آری» و خلیفه خنده‌ای کرد و فضل شعری از خود را خواند.

فضل به برگزاری محافل ادبی می‌پرداخت و مردان و زنان شاعر نزد او گرد می‌آمدند و از این راه هدایای بسیاری درمی‌یافت. 